# Pulsellum verrilli
Pulsellum verrilli är en blötdjursart som först beskrevs av Henderson 1920.  Pulsellum verrilli ingår i släktet Pulsellum och familjen Pulsellidae. Inga underarter finns listade i Catalogue of Life.